# Eugène Rouché
Eugène Rouché est un mathématicien français, né le 18 août 1832 à Sommières (Gard) et mort le 19 août 1910 à Lunel (Hérault).

## Biographie
Ancien élève de l'École polytechnique (X1852), il est professeur de mathématiques au lycée Charlemagne, à l'École centrale et examinateur d’admission à l'École polytechnique.
Il est l'auteur du théorème de Rouché en analyse complexe, publié dans le Journal de l'École polytechnique (1862). Il a été élu à l'Académie des sciences en 1896.

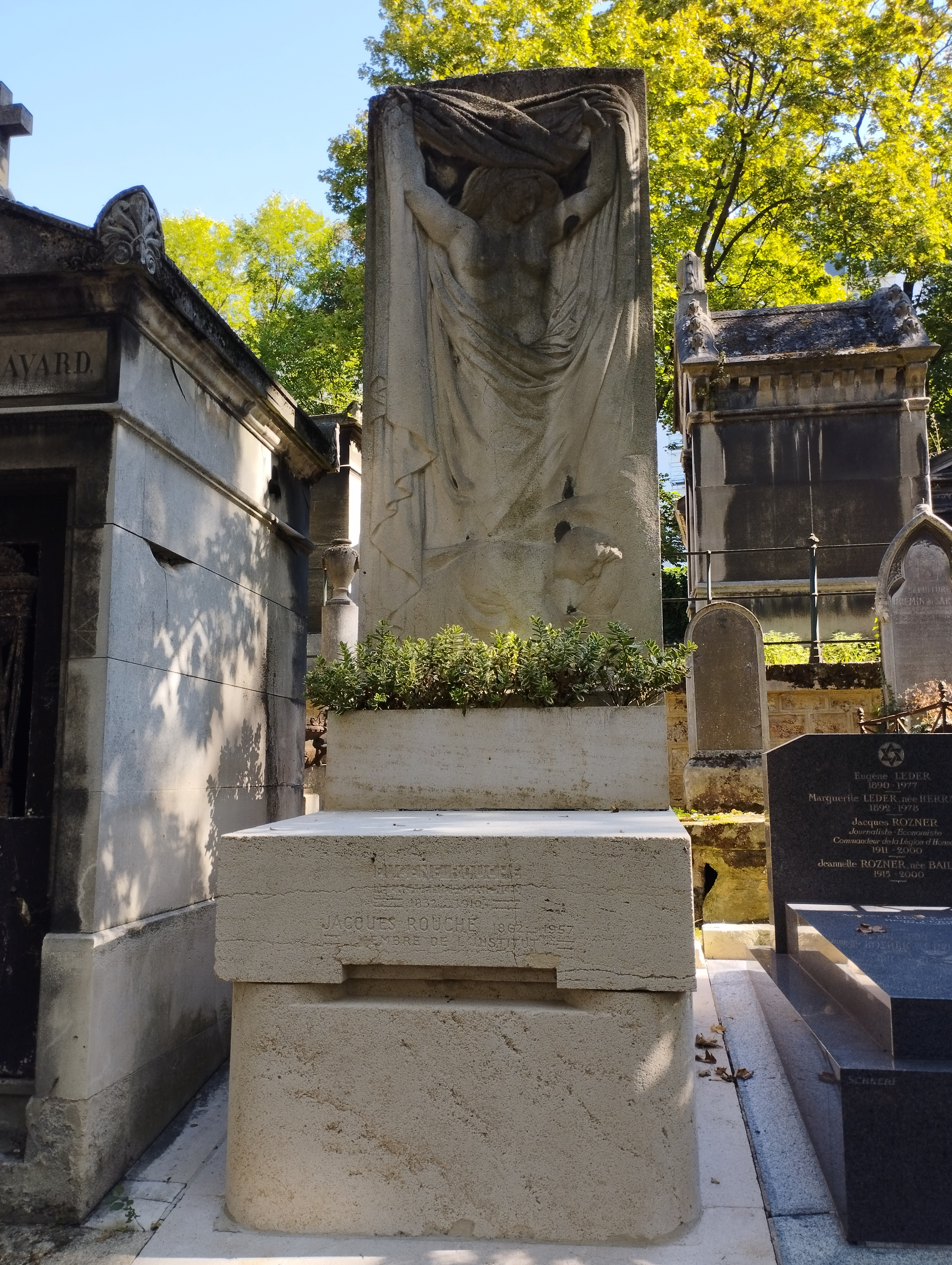
Tombe d'Eugène Rouché au cimetière de Montmartre (division 3).

Il est inhumé au cimetière de Montmartre (division 3).